# 亮绿叶椴
亮绿叶椴（学名：Tilia laetevirens）是锦葵科椴树属的植物，为中国的特有植物。分布于中国大陆的陕西、四川、甘肃等地，生长于海拔2,200米至2,600米的地区，常生长在山坡林缘以及山坡林中，目前已由人工引种栽培。